# さえきやひろ
さえきやひろは、日本の個人バーチャルYouTuberおよびイラストレーター、デザイナー、3Dモデル制作者。

## 概要
2018年6月からVTuberとして活動。8月16日生まれの小学5年生。好きなものは工作全般（お絵かき、粘土、裁縫）、ゲーム、骨、ファンシーもの、プロレス。苦手なものは大きい海の生き物、石鹸、苦い食べ物、雨。
座右の銘は「わたしは小学五年生」。視聴者の総称は「五年ほねぐみ」。やったことがなかったことに挑戦することを意識している。
ものづくりを中心に活動し、イラスト、2D・3Dモデルの制作をしている。他のVTuberにもモデルを提供しており、甲賀流忍者!ぽんぽこ及びピーナッツくんの3Dモデルを制作。これをきっかけに滋賀県湖南市の公式VTuber、Minamiのキャラデザイン・モデリング、名取さなの3Dモデルのテクスチャ・調整を担当している。
各モデルの制作者であるため、「やひろママ」とも呼ばれる。なお、本人がやひろママと言うときには、「やひろの母」、「ソウルママ（気持ちの代弁者としてのママ）」の2種類の意味がある。
また、夜空メルや星街すいせい、兎田ぺこらといった、ホロライブ関連のイラストやデザインも度々担当している。
頭の上に「ほねっこ」と呼ぶ骨（メキシカンスカルのカラベラ）を乗せている。また、髑髏（ドクロ）をモチーフにした衣装を着ており、その理由は、骨になってもオシャレでいたい、どんな人でも骨になったらみんな同じでお友達という気持ちからである。
尊敬しているYouTuberは、もちひよこ、小山内めい、名取さな。

## 交友関係

### 個人
- 甲賀流忍者!ぽんぽこ・ピーナッツくん（ぽこピー）
  - 上述の通り、3Dモデルを制作担当した関係により、「ママ」と呼ばれている。また、ぽんぽことは後述のてぇてぇトレインでも関係がある。
- 名取さな
  - 3Dモデルの制作を担当しており、またリアルイベント「名取とやひろのサンタクロース大作戦 〜プレゼント届くかな？〜」や「名取とやひろのHELLO & WIN! 〜ゆりかごから墓場まで〜」を一緒に開催している。
- おこじょ
  - 作詞・作曲ができる友達として、デビューからしばらく一緒に活動していた。最初のオリジナルソングである「たのしいきもち！」の作詞・作曲を担当。

### ユニット
- デジタルおさななじみ（デジおさ）
  - 2018年6月23日に結成[19]。さえきやひろ、天羽生死、ぶきみ、ルイス王子によるユニット。名前の由来はVTuberになる前から制作者同士が知り合いであるから[20]。ルイス王子が2021年をもって活動を終了した為、それに伴って解散した[21]。
- てぇてぇトレイン（てぇトレ）
  - 2018年11月8日配信のハロウィン後夜祭女子会に出演した4名（もちひよこ、星咲ちあ、甲賀流忍者!ぽんぽこ、さえきやひろ）で結成[22]、後に命名したユニット[23]。結成のきっかけは、かわいいハロウィン衣装を持っている女子が集まる配信をしようと星咲ちあがさえきやひろに話しかけたことである[24][25]。後にもちひよこを誘い、さえきやひろが甲賀流忍者!ぽんぽこの衣装を作ってこの4名となった[26]。
- ぽんぽんぽしぇっと（ぽんぽしぇ）
  - 2019年7月8日に結成[27]。星宮ぐみ、小山内めい、さえきやひろによるユニット。名前の由来は3人とも頭にポンポンのようなものをつけていることと、「ぽしぇっと」は響きがかわいいから[27]。
- lil poly（りるぽり）
  - 2021年11月2日に結成。さえきやひろ、もちひよこによるユニット。名前の由来はちっちゃいポリゴンを意味する英語、Little Polygonから[28]。
- 夜のカスさえ
  - さえきやひろ、春日部つくし、夜乃ネオンによるユニット。名前の由来は３人の頭文字から。
- 私立セルジュニ美術学園（セル美、セルジュニ）
  - 2023年4月1日結成[29]。さえきやひろ、人造人間ジンゾウ、衛星ライト、奇屋敷ゾンゾン、不死奇ヨンシィ、死骸美呪々のクリエイター系VTuber6名からなるユニット。名前の由来は「セルフ受肉（自分自身がVTuberとしてのモデルを担当すること）」から。

## 来歴
2018年
- 5月30日 - YouTubeにチャンネルを開設。
- 6月3日 - チャンネル初の動画を投稿。
- 6月17日 - 公式におけるデビュー日。
- 7月23日 - チャンネル登録者数が千人を突破。3Dモデルになった。
- 10月6日 - ぽんぽこ24リターンズに出演。

2019年
- 6月25日 - チャンネル登録者数が1万人を突破。
- 9月29日 - バーチャルファッションショー「FAVRIC 2019」に出演。
- 12月14日 - わくわく！VTuberひろば Vol.3に出演

2020年
- 4月10日 ~ 7月24日 - 毎日小学生新聞の童話「ココ・チャンネル－がめんの向こうの彼女－」のイラストを担当。本作はVTuberを描いた世界初の児童文学である。

2021年
- 5月15日 ~ 6月13日 - AKIHABARAゲーマーズ本店にて、ポップアップショップ「てぇてぇトレイン～Travel with Me～」を開催 。
- 6月17日 - 3周年記念ライブにて、作詞・作曲 FAKE TYPE. によるオリジナル曲「ほねっこぱれーど」を発表。
- 8月5日 - KAI-YOU Premiumにて、インタビュー記事が公開。
- 10月20日 - チャンネル登録者数が２万人を突破。
- 10月31日 - 展示即売会イベント「KAI-YOU HYPER POP MARKET」に出展。
- 11月26日 ~ 11月28日 - デジタルおさななじみ、メエシカと共にグループ展「Virtual Creator文化祭（ヴんか祭）」を開催。
- 12月25日 - 名取さなと共に、ライブイベント「名取とやひろのサンタクロース大作戦 〜プレゼント届くかな？〜」を開催。

2022年
- 8月5日 - ライブイベント「TOKYO IDOL FESTIVAL 2022、バーチャルTIF」に出演。
- 8月31日 - チャンネル登録者数が３万人を突破。
- 10月30日 - 名取さなと共に、ライブイベント「名取とやひろのHELLO & WIN! 〜ゆりかごから墓場まで〜」を開催。

2023年
- 8月16日 - 5周年記念ライブ「まほうのお誕生日ライブ」を開催。同ライブ内にて新曲「ムーンクチュール」を初お披露目。
- 10月13日 ~ 10月15日 - 吉祥寺GALLERY IROにてセルジュニ美術学園のグループ展を開催。

## ディスコグラフィ
| 発売日         | 楽曲             | 歌                                                       | 備考                                                                               |
| -------------- | ---------------- | -------------------------------------------------------- | ---------------------------------------------------------------------------------- |
| 2018年12月28日 | たのしいきもち！ | さえきやひろ                                             | 作詞・作曲：おこじょ、編曲：ルヌ うた・絵：さえきやひろ                            |
| 2019年8月12日  | ぽんぽんぽっぷ   | ぽんぽんぽしぇっと（星宮ぐみ、小山内めい、さえきやひろ） |                                                                                    |
| 2021年6月17日  | ほねっこぱれーど | さえきやひろ                                             | 作詞・作曲：FAKE TYPE. デジタルおさななじみ、てぇてぇトレイン 名取さながゲスト参加 |
| 2023年8月16日  | ムーンクチュール | さえきやひろ                                             | 作詞・作曲：COGMEL                                                                 |